# Pico da Bandeira
O pico da Bandeira é o ponto mais alto dos estados do Espírito Santo e de Minas Gerais, e também de toda a Região Sudeste do Brasil. É também o terceiro ponto mais alto do país, com 2891,32 metros de altitude (medição feita por GPS pelo Projeto Pontos Culminantes do Brasil, do IBGE e do Instituto Militar de Engenharia, em 2004, e revista pelo IBGE em 2016 após novo mapeamento do geoide no território brasileiro).

## Localização
O pico está localizado no Parque Nacional do Caparaó, na serra do Caparaó, na divisa entre os municípios de Ibitirama (Espírito Santo) e Alto Caparaó (Minas Gerais). A carta topográfica do IBGE para a região, publicada em 1977, mostra o cume propriamente dito inteiramente dentro do Espírito Santo, a poucos metros da divisa mineira. Entretanto, o Anuário Estatístico do Brasil, também do IBGE, lista o pico da Bandeira como o ponto culminante de ambos os Estados, sendo esta a posição oficial do órgão. Ainda segundo o mesmo Anuário, as coordenadas do pico são 20º26'04" de latitude sul e 41º47'44" de longitude oeste.

## Isolamento topográfico
O pico da Bandeira é notável por seu extenso isolamento topográfico: 2344 km. Isto significa que não há nenhum outro ponto na superfície da Terra com a mesma ou maior altitude que o seu cume a menos que essa distância, medida em círculo máximo. No caso, o ponto mais próximo de maior altitude que o pico da Bandeira é o chamado "Pico 2960", que tem essa altitude aproximada em metros e se localiza na região pré-andina do departamento de Tarija, na Bolívia.
Em todo o continente americano, apenas quatro lugares têm maior isolamento topográfico que o Pico da Bandeira: o Aconcágua, na Argentina; o Denali (também conhecido como Monte McKinley), no Alasca; o Pico de Orizaba, no México, e o Monte Whitney, na Califórnia (EUA). Em todo o mundo, há apenas 20 outros pontos mais isolados no sentido topográfico.

## Topônimo

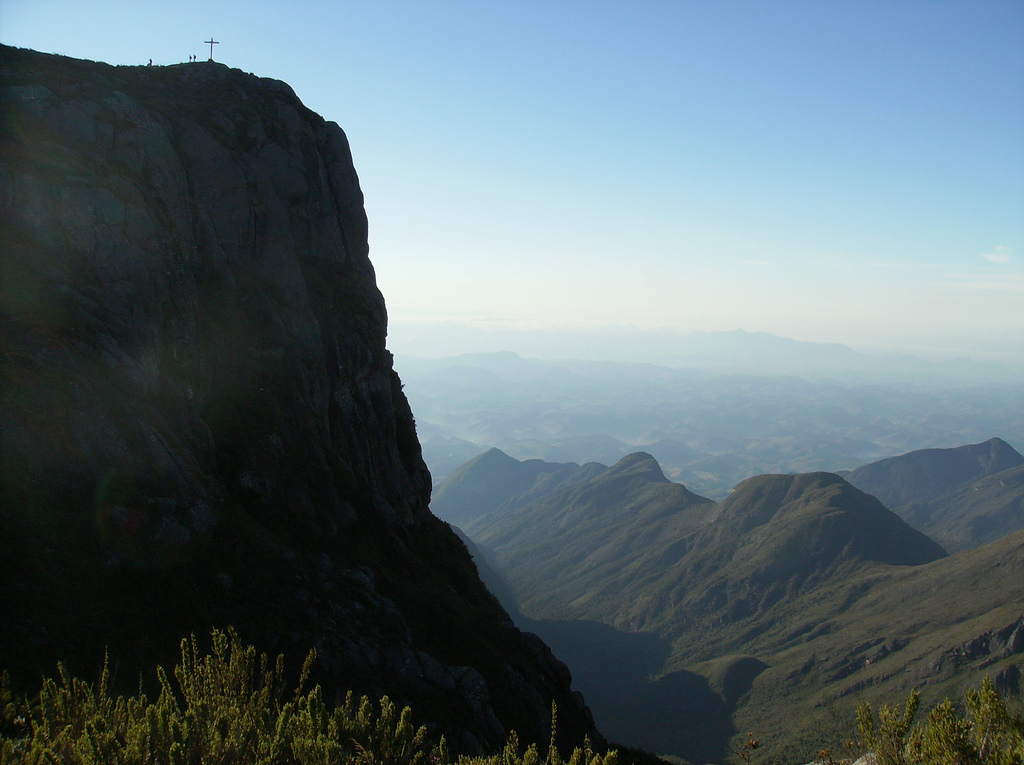
Cume e desfiladeiro do lado do Espírito Santo

O pico possui esse nome porque, por volta de 1859, o imperador Pedro II determinou que fosse colocada uma bandeira do Império naquele que, na época, era tido como o ponto mais alto e imponente do Brasil.

## Acessos

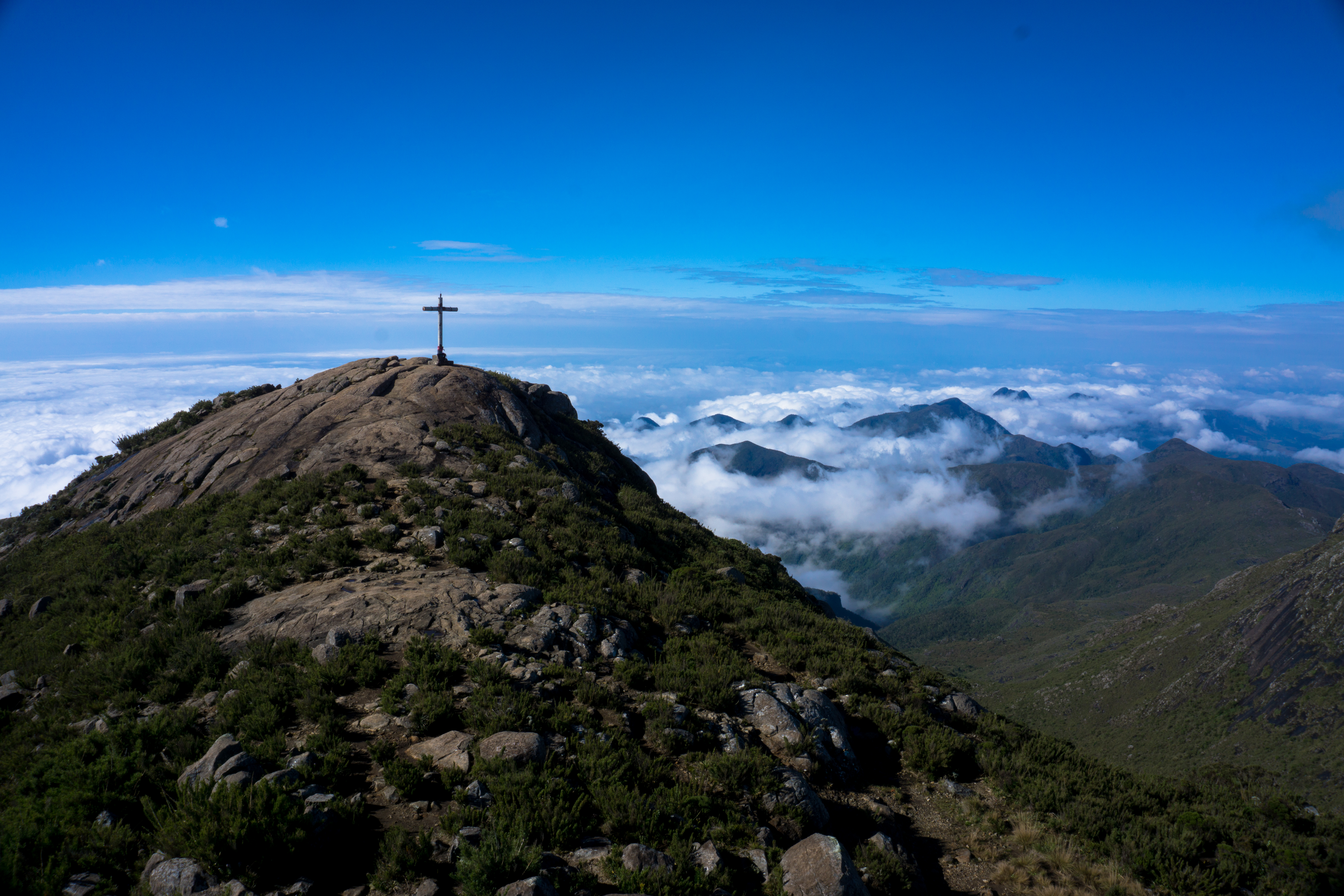
Cruzeiro no cume do pico da Bandeira

Mesmo sendo o terceiro ponto mais alto do Brasil, o pico da Bandeira é o mais acessível dos picos mais altos do país pois existem trilhas muito bem sinalizadas pelo lado do Espírito Santo (portaria capixaba na comunidade de Pedra Menina, em Dores do Rio Preto) e também pelo lado de Minas Gerais (portaria mineira em Alto Caparaó). Porém, à noite há que se ter muita atenção para não se perder.
Em alguns pontos das trilhas, a sinalização deixa a desejar, e em ambos os lados há entroncamentos de trilhas adjacentes. Na primeira realização do percurso, é aconselhável reservar um guia com antecedência; desta forma, o passeio é mais seguro.
Outro ponto importante é que dentro do parque não há restaurantes, nem nada do gênero (legislações de parques de preservação tornam a instalação desse tipo de estabelecimento muito dificultada); portanto, os visitantes devem levar comida e bebida, pois no local só existem fontes de água. É ainda aconselhável levar agasalhos e roupas secas ao subir, pois o suor molha a roupa e isso pode causar hipotermia mais tarde, quando a roupa esfriar.

## Clima
O pico da Bandeira é um dos pontos mais frios da região Sudeste. Não há nenhum registro da ocorrência de neve, devido à baixa latitude do local e aos invernos secos, embora geadas sejam comuns no inverno.  Ocorrências de sincelo são raras, mas já foram registradas. As temperaturas mínimas no pico podem ficar abaixo de 0 °C nos meses mais frios. O recorde negativo de -14 °C foi registrado no dia 4 de julho de 2017.